# WAGs
WAGs(Wives And Girlfriends、Wives And Girlfriends of Sports Stars、暗喩としてWAGには「ご主人のご機嫌を伺い尻尾を振る犬」という意味がある)は、有名スポーツ選手の妻や彼女たちを意味する言葉。WAGsのヒエラルキーとして、頂点が結婚出来て妻になった女性、次が婚約成功者、最底辺がガールフレンドとされる。

2006年にドイツで開催されたワールドカップの際にイングランド代表選手の妻や恋人を指すのに使われた言葉である。彼女達の容姿は勿論の事、ドイツ国内での高級な買い物をする金遣いの荒さや、深夜の夜遊びなどはタブロイド紙を賑わせた。ワールドカップ閉幕後は、イングランド代表のパートナーに限らずイングランド以外の他国の選手だけでなく、スポーツ選手全般や監督のパートナー全般の妻や彼女を指す場合にも使われるようになっていった。サッカー選手関連のWAGsはワールドカップやUEFA欧州選手権が近くなるとWAGsが新聞やゴシップのサイトに特集される事がある。

2018年時点でアメリカの四大スポーツのプロ選手の平均年収はバスケ(NBA)約8億円、野球(MLB)5億円、ホッケー(NHL)3.4億円、アメフト(NFL)3億円と億万長者の男性が沢山いるが、彼らはモテるために言い寄ってくる女性は多数おり、彼らの妻どころか彼女の地位になるための競争率さえも激しい。

## 概要
彼女達の大半は一般人だが、美人の妻や恋人は人気が高く、また芸能人がパートナーの選手も何人かいる。WAGsの情報や画像を集めたウェブサイトも国外にはいくつか存在する。しかし日本人選手の妻子、特に一般人の妻や子供が公になる事は「プライバシーの侵害」という考えが強い為、写真だけでなく名前が出る事も少ない（名前ならクラブの公式サイトで知らせる場合は出る事もあるが、写真の場合は出ても目の部分は黒塗りされていたりする）。
パートナーや子供の姿が判明するのは所属クラブのパーティーや優勝後のセレモニー、自分やチームメイトの結婚式などの場合である。FIFAバロンドールの授賞式でも近年はパートナーと同伴している出席者もいる(2013年の授賞式でのクリスティアーノ・ロナウドはロシア人スーパーモデルの恋人イリーナ・シェイクだけでなく当時3歳の息子や姉達と兄、母親など親族も出席していた)。ドイツのバイエルン・ミュンヘンの関係者達は10月のオクトーバー・フェストにパートナーとの参加が毎年決まっている為、その時に判明する場合が多い。（この時は双方共に民族衣装着用）マンチェスター・ユナイテッドの場合は毎年11月頃にユニセフとのディナー・イベントを開いておりパートナー同伴で出席している関係者もおりこの時にパートナーがわかる場合がある。私生活ではバカンス中やデート中などのパパラッチ写真でわかる。
子供がいても、籍を入れていなくて苗字も変わっていない事実婚カップルも多い。北欧の国はそれが主流になっているが欧州、特にドイツやイタリアなどは離婚すると手続きが時間がかかるので何年も交際や同棲をして、結婚に踏み切るカップルも多い。

### 勝利祈願
2004年のポルトガルのユーロ前、ロシア代表選手の妻や恋人9人がコムソモルスカヤ・プラウダ紙の紙面でヌードになった。これは直前のノルウェーとの親善試合で負けたロシア代表に活を入れるために、撮影した女性カメラマンが提案したもの。しかし局部をパートナーのプラカードで隠していたとはいえこの件には乗り気でない選手も多かったせいか、ロシアの為にあまり力になれずにロシアは対ギリシャの勝利のみの1勝2敗でグループリーグ敗退した。

### チャリティーカレンダーの発売
イタリアではチャリティーの目的で、2006年ワールドカップ出場メンバーの当時の妻や恋人のモノクロ写真の2007年度のカレンダー「Signore dei Mondiali （イタリア語）」が発売された。（中には子供と参加している人もいる）参加したのは掲載された順番に
- シモーネ・バローネの恋人カーラ
- ファビオ・グロッソ夫人ジェシカ
- ジャンルカ・ザンブロッタ夫人ヴァレンティーナ
- マルコ・マテラッツィ夫人ダニエラと息子達3人
- シモーネ・ペロッタ夫人ロリーナ
- マッシモ・オッド夫人クラウディア
- アルベルト・ジラルディーノの恋人アリーチェ
- ヴィンチェンツォ・イアクインタ夫人アリアンナと息子達2人
- マルチェロ・リッピ前監督の夫人シモネッタと娘ステファニア
- ダニエレ・デ・ロッシ夫人のタマラ

ちなみに前イタリア代表監督マルチェロ・リッピ監督の妻子も参加という顔ぶれだった。
こちらはノンヌードで売上金はチャリティーへの寄付が目的なため、彼女達のパートナーも快く賛同してくれたという。

### リアリティー番組「WAGs Boutique」
イギリスで07年1月からITV2で放映されたリアリティー番組「WAGs Boutique」は10人の女性達が2チームに分かれてロンドンでブティックを経営し、どちらの売り上げが勝るかを競う企画だった。出場したWAGs達はマイナーな知名度の女性達で芸能人もいれば、一般人もいた。マイケル・エッシェンの恋人でグラマラス・モデル（日本でいうグラビアアイドルに該当する）キャシー・サムナーの他にジャーメイン・デフォーの当時の恋人でモデルのシャーロット、スティーヴ・シドウェルの妻クリステルなどもいた。
しかしマイケル・エッシェンの広報から恋人として出ていたのキャシーとは関わりがないという報道があり彼女が後にニュース・オブ・ザ・ワールド紙に過去に彼と交際していた事を証明する為に、ツーショット写真を持ち込んだり交際していた時の事を話した。またスチュワート・ダウニングの当時の恋人ミケーラはこの番組の放映期間中に破局したという出来事があった。
そしてウェストハム・ユナイテッド所属のボビー・ザモーラのガールフレンドとして出ていたニコラも、番組終了後彼とは破局したという。

## 一般人女性のケース
一般人との交際や離婚は芸能人の場合より発覚しにくいが、誕生日や身長などのプロフィールは当然として、いつ付き合いだしたかや、別れた場合などもわかりにくい。（選手や本人がインタビューで話してくれることもある）フットボール選手達の半分以上は通常は一般人女性と結婚している。
また一般人でも有名なのはカカの夫人でディオール令嬢のカロリーネ・セリコ(後に歌手デビューを果たしている)、ジャンルカ・ザンブロッタ夫人のヴァレンティーナ、ロケ・サンタクルス夫人のジゼル、アレッサンドロ・デル・ピエロ夫人のソニアなどである。

### 昔馴染みとの交際
一般人のパートナーでも幼少時代からの幼馴染や、学生時代の同級生と結婚に至るケースもある。マイケル・オーウェン、ジェイミー・キャラガー、ジョン・テリー、アリエン・ロッベン、ウェイン・ルーニー、フェルナンド・トーレス、テオ・ウォルコット古くはディエゴ・マラドーナやロベルト・バッジオなどがその例である（マラドーナは後に離婚）。リオネル・メッシも幼少時代からの幼馴染である恋人のアントネージャ・ロクッソがおり、2013年のFIFAバロンドール授賞式に彼女も同伴していた。
交際当初は一般人だったがマスコミに知られて有名になり、雑誌のグラビアなどの仕事が依頼されるケースもある。ウォルコットの妻メラニーやルーニーの妻コリーンがその例にあたる。

## 「芸能人」のケース
芸能人でもランクがあり、交際前は知名度が低い人もいる。有名な選手と付き合うと知名度が増し、仕事が増えギャラが倍増するパターンが多い。フランチェスコ・トッティの妻であるイラリー・ブリージはトッティと交際する前はクイズ番組の踊り子でその他大勢のポジションだった。しかしトッティの恋人となり知名度が増してからは仕事が増し、彼女単独のだけでなくトッティとのグラビアやテレビ番組の司会もこなして露出が激増した。
ただこのような現象を、選手を利用して成り上がろうとしている「売名行為」と見なして嫌っているサッカーファンも多い。本人や事務所がそのような面で注目されたくなかったり、売名に見られたくない事から「〜の恋人」というのを隠したりしてアピールしない人もいる。（これは選手と女性の両方に見受けられる）また結婚を機に寿引退している妻も少なからずいる。
逆にフットボール選手と付き合う前から有名な芸能人妻もいる。デビッド・ベッカムの妻でスパイス・ガールズのメンバーヴィクトリア・ベッカムは世界的に有名だが、アシュリー・コールの妻で、国内では大人気の5人組グループ「ガールズ・アラウド」のメンバーであるシェリル・コールは自分はWAGsというくくりにされたくないという趣旨のコメントをしている。クロード・マケレレの元恋人はスーパーモデルでラッシュアワー3にも出演したノエミ・ルノワールである。ルカ・トーニはイタリアのトップモデルの恋人マルタ・チェッケットと付き合い始めた当初は、トーニは下部リーグの選手で彼の方が無名だった。ジェラール・ピケの恋人であるシャキーラは2010 FIFAワールドカップがきっかけでピケと出会った時は既に彼女は世界的な知名度を得ていた。サンフレッチェ広島に所属するミハエル・ミキッチの妻はクロアチアのトップモデルのユプカ・ゴイッチで現在は広島とヨーロッパを行き来している。
※余談だが、フランチェスコ・ココはレオナルド・ディカプリオの元恋人で知られるスーパーモデルのジゼル・ブンチェンとミラノコレクションで出会い、一時期交際していた事がある。ファビアン・バルテズも同じくスーパーモデルのリンダ・エヴァンジェリスタと交際していた過去があるが、彼女が彼の子を流産した事もあり別れてしまった。
日本選手では三浦知良がモデルの設楽りさ子、中山雅史が俳優の生田智子、柳沢敦がモデルの小畑由香里と結婚している。中田浩二は長年付き合っていた俳優の加藤あいとの破局した後、俳優の長澤奈央と結婚した事を報告した。プロ野球選手では石井琢朗が瀬能あづさと結婚した。

### 浮気と離婚
しかし、芸能人の妻や恋人を持っているとはいえ当然浮気が原因の離婚して破局をして裁判沙汰になる事はある。
- ティエリ・アンリは浮気が原因で離婚した一人である。彼は2007年の夏、スペイン人女優との浮気が英国人モデルのクレア・マリー元夫人にわかり、離婚した。その際に慰謝料1000万ポンドを請求されている。彼等の一人娘の親権は元夫人に渡ったという。

- 元ACミラン所属のロナウドは女子サッカー選手のミレーネ夫人と息子がいながら、ブラジルのモデル兼TV番組司会者のダニエラ・チカレリと浮気。そして彼等は離婚に至ったが、ダニエラも別居状態だったが夫がいた事が判明。双方の離婚が完全に成立しないまま2月にパリ郊外の古城で披露を行った。しかし、2005年4月にダニエラの妊娠が判明したものの流産、同年5月11日に離別が発表されたという約3ヶ月間の結婚生活だった。ロナウドはその後ブラジル人スーパーモデルのライカ・オリヴェイラと交際していたが別れ、その後も結婚と離婚を繰り返した。ミレーネも現在は別のパートナーがいる。

- アシュリー・コールの場合は、2008年1月にシングルマザーの美容師と一夜を共にしたという浮気話が大衆紙サンやニュース・オブ・ザ・ワールドにて暴露された。妻のシェリルはこれを全く知らなかった。その後もアシュリーと一夜を共にしたという女性達が現れ、前述の美容師を含めた彼女達に口止めの為の金まで渡していた事が判明した。2008年1月下旬にショックを受けたシェリルが彼の家を出て、かつては別居状態になっていた。その後引越しをし、夫へは半年のセックス禁止例を出したといわれている。(過去にシェリルは「夫が浮気したら捨てる」と宣言しているがそれと違ったため、彼女を非難する声もある)後にアシュリーの度重なる浮気が原因で2人は離婚している。

- フランク・ランパードも2人の娘がいるに関わらず、2007年夏に友人や選手の同僚と旅行先のアメリカで浮気現場を撮られその様子がニュース・オブ・ザ・ワールド紙に掲載された（相手の女性は彼がパートナー持ちだと知らなかったと告白）。彼女はそれに激昂し結婚を取り消し、しばらくの間は指輪を外していた。ランパードは2006年秋にもスペイン人女性との浮気を女性側の告白から報じられた事はあるが共にいる写真は無く、その時は真偽は不明だった。(しかし彼の婚約者のエレンも過去の夫であるヨルダン人男性と2007年12月の時点でも離婚していない事が発覚している。その後の2009年に2人は別れており、現在はお互い別のパートナーがいる。[4][5])

選手が外国のリーグに移籍した場合に妻や恋人が外国の生活に馴染めず帰国し破局、または同行するのに難色を示して夫や恋人を単身赴任させて疎遠になり破局した例もある。

### テレビ番組での人種差別発言問題
2007年1月にイギリスで放映があったリアリティー番組「Celebrity Big Brother」の中でインド人女優シルパ・シェティに対して3人の女性タレント達が人種差別発言をして苛めているというのが問題になった。その中に当時テディ・シェリンガムと交際しており、以前ミスUKを剥奪されたグラマラス・モデルのダニエル・ロイドもいた。彼女達の発言はインドだけでなく、日本にも伝わり国際的な波紋を巻き起こし後に謝罪した。 当然恋人であるシェリンガムへも悪影響があり、彼等は破局するに至った。
※後にダニエルはこの事がきっかけで知名度が増し、皮肉にも仕事が増えたようである。

## 批判
だがこのようなパートナー達の中には、選手の移籍にまで影響を及ぼす例がある。
そのことをサンダーランド監督ロイ・キーンは「妻や恋人のいいなりになっている軟弱な人間が多い」と批判している（このような話は芸能人がパートナーの場合に多く聞かれる）。英国人歌手のリリー・アレンはWAGsを嫌っており、その代表格であるヴィクトリアやコリーンが個性がないと批判している。
- デビッド・ベッカム・・・マンチェスター・ユナイテッドからレアル・マドリードへ移籍したのは、ヴィクトリアと結婚して以前は素朴で地味だった彼は変わり練習にも遅刻したりパーティーなどにもヴィクトリアと同伴で出るようになって服装もお洒落になって彼の顔が知れ渡って人気も出、生活も派手になった事が理由とされている。それを咎めたアレックス・ファーガソン監督とベッカムがわかりあえず関係が悪化して移籍に踏み切った（過去にはキーンもベッカムのその生活を批判していた）。それ以来同監督は所属選手達の私生活に以前よりうるさくなったと噂されている。マドリードに来て1年目は妻の仕事の事もあってベッカムの単身赴任だったが、秘書との不倫が報じられ夫婦関係にも危機が訪れたが、後にヴィクトリアと和解。その後夫人と息子達もマドリードに住む事になった。2013年に発行されたファーガソンの自伝の会見でもベッカムが変わったのはヴィクトリアと出会ってからと発言をしている。

- ルイス・フィーゴ・・・本人はプレミアリーグへの移籍が夢だったが、スウェーデン人でモデルの妻ヘレンがミラノコレクション目当てでミラノ行きを希望した為インテルに決まったとイタリアのメディアに報じられていた。

- アンドレイ・シェフチェンコ・・・子供の英語教育を理由にイングランド・ロンドンのチェルシーFCに移籍したが、戦術的に合わずにゴール数は伸び悩みミラン時代からの評価はガタ落ちした。ジョゼ・モウリーニョ元監督は「彼はロンドンでの生活の方が楽しいのだろう」と痛烈に皮肉っている。その裏では金銭につられたという理由の他に、アメリカ人モデルのクリスティン・パツィク夫人の唆しを断れなかった事が大きいとされている。(元々クリスティン夫人の猛アタックで付き合い始め、できちゃった結婚だった事から金目当てで近づいたと陰口を言われている)

- アシュリー・コール・・・当時の妻であったシェリルは、自分のキャリアの為に彼のレアル・マドリード行きを断念させたとGQ Magazineのインタビューで語っている。その後アシュリーはチェルシーFCに移籍したが、古巣アーセナルのファンから反逆者と烙印を押され、彼女は同じロンドン市内のライバルクラブに移籍させてしまった事を後悔していると語った。